# Arezki Metref
Pour les articles homonymes, voir Arezki.
 (mars 2018).
Si vous disposez d'ouvrages ou d'articles de référence ou si vous connaissez des sites web de qualité traitant du thème abordé ici, merci de compléter l'article en donnant les références utiles à sa vérifiabilité et en les liant à la section « Notes et références ».
Arezki Metref, né à Sour El-Ghozlane, près de Bouira, le 21 mai 1952, est un écrivain, poète et journaliste algérien.

## Biographie
Issu d’une famille originaire de Aït Yenni (Agouni Ahmed), en Algérie, Arezki Metref vit à Bouira puis Laghouat et à Alger à partir de 1956. Élève de l'Institut d'études politiques d'Alger, il devient en 1972 journaliste, collabore notamment à L'Unité, Révolution africaine, El Moudjahid, Algérie-Actualité.
En janvier 1993, il crée avec Tahar Djaout et Abdelkrim Djaad l'hebdomadaire Ruptures, dont il est rédacteur en chef.
Après l'assassinat de Djaout, il part en 1993 en France et ne retourne en Algérie qu'en 2001. Il collabore au quotidien londonien The Guardian, aux revues Autrement, Maghreb-Machrek, Panoramique et à la rubrique monde de l’hebdomadaire Politis. Il donne également des conférences sur l’Algérie en France et à l’étranger.
Après avoir publié de nombreux ouvrages, il commence à peindre en 2003 et expose en 2004.

## Œuvre

### Poèmes
- Mourir à vingt ans, Éditions Caractères, Paris, 1974
- Bonne année ou les joies perfides, Éditions du Stencil, Alger, 1977 (en collaboration avec Abdelmadjid Kaouah)
- Iconoclaste et riveraine, dessins de Hamid Tibouchi, Éditions de l'Orycte, Paris, 1986
- Abat-jour, préface de Jean Pélégri, illustrations de Claude-Henri Bartoli  (ISBN 2910457125), Domens, Pézenas, 1996
- Sindbad, émeutier suivi de L'Évanescence de Tin Hinan, illustrations de Tala M'loult et Arezki Metref, Domens, Pézenas, 2004  (ISBN 2915285144)
- Prométhée, l'amour, dessins de Hamid Tibouchi, Domens, Pézenas, 2009

### Romans et nouvelles
- Quartiers consignés, Algérie Littérature / Action, no 2, Marsa éditions, Paris, juin 1996
- Douar, une saison en exil, Domens, Pézenas, 2006  (ISBN 2915285306)
- Roman de Kabylie ou Le livre des ancêtres, Éditions Sefraber, 2010
- La Traversée du somnambule, Koukou éditions, 2015, Alger
- Le jour où Mme Carmel sortit son revolver, Dalimen, 2015, Alger
- Mes cousins des Amériques, Koukou éditions, 2017, Alger
- Rue de la Nuit, Koukou éditions, 2019, Alger
- Les Gens du Peuplier, éditions Casbah, 2023, Alger
- Traquenard, éditions Nouba, juin 2025

### Théâtre
- Priorité au basilic, préface d'Abdelkrim Djaad, illustrations de Dilem, Domens, Pézenas, 1997  (ISBN 2910457257) Diffusé sur France Culture le 23 mars 1998, créé en juin 1999 à Paris au théâtre Les Déchargeurs et repris à Avignon la même année.
- La Nuit du doute, préface de Nourredine Saadi, illustration d'Ali Silem, Domens, Pézenas, 1997  (ISBN 2910457257)
- Postscriptum à La nuit du doute  (ISBN 2915285071)
- L'Amphore, préface de Marie-Joëlle Rupp, Domens, Pézenas, 2002  (ISBN 2910457958) Créé à Confluence à Paris en novembre 2002.
- L'Agonie du sablier, préface de Belkacem Tatem, illustrations de Denis Martinez, Domens, Pézenas, 2003  (ISBN 2-910457-91-5) (BNF 38984843) Créé au théâtre de la Passementerie en 1999.
- L'Intuition du désert
- La Fenêtre du vent

### Essais
- Algérie, Chroniques d'un pays blessé, préface de Denis Sieffert, illustrations de Dilem, Domens, Pézenas, 1998  (ISBN 2910457427)
- Algérie, la vérité mais pas toute la vérité (chroniques 1997-2002), Domens, Pézenas, 2002  (ISBN 2910457907)
- Kabylie Story, Casbal Éditions, Alger, 2005

## Filmographie
- Une journée au soleil d'Arezki Metref et Marie-Joëlle Rupp, SaNoSi Productions, BIP TV (Berry Issoudun Première Télévision), deux versions (56 et 78 minutes)[1],[2], 2017
- At Yani, paroles d’argent, 2013
- Le Plateau de la pluie (reportage)

#### Anthologie
- Ali El Hadj Tahar, Encyclopédie de la poésie algérienne de langue française, 1930-2008 (en deux tomes), Alger, Éditions Dalimen, 2009, 956 pages  (ISBN 978-9961-759-79-0)